# Denis Lehmkemper

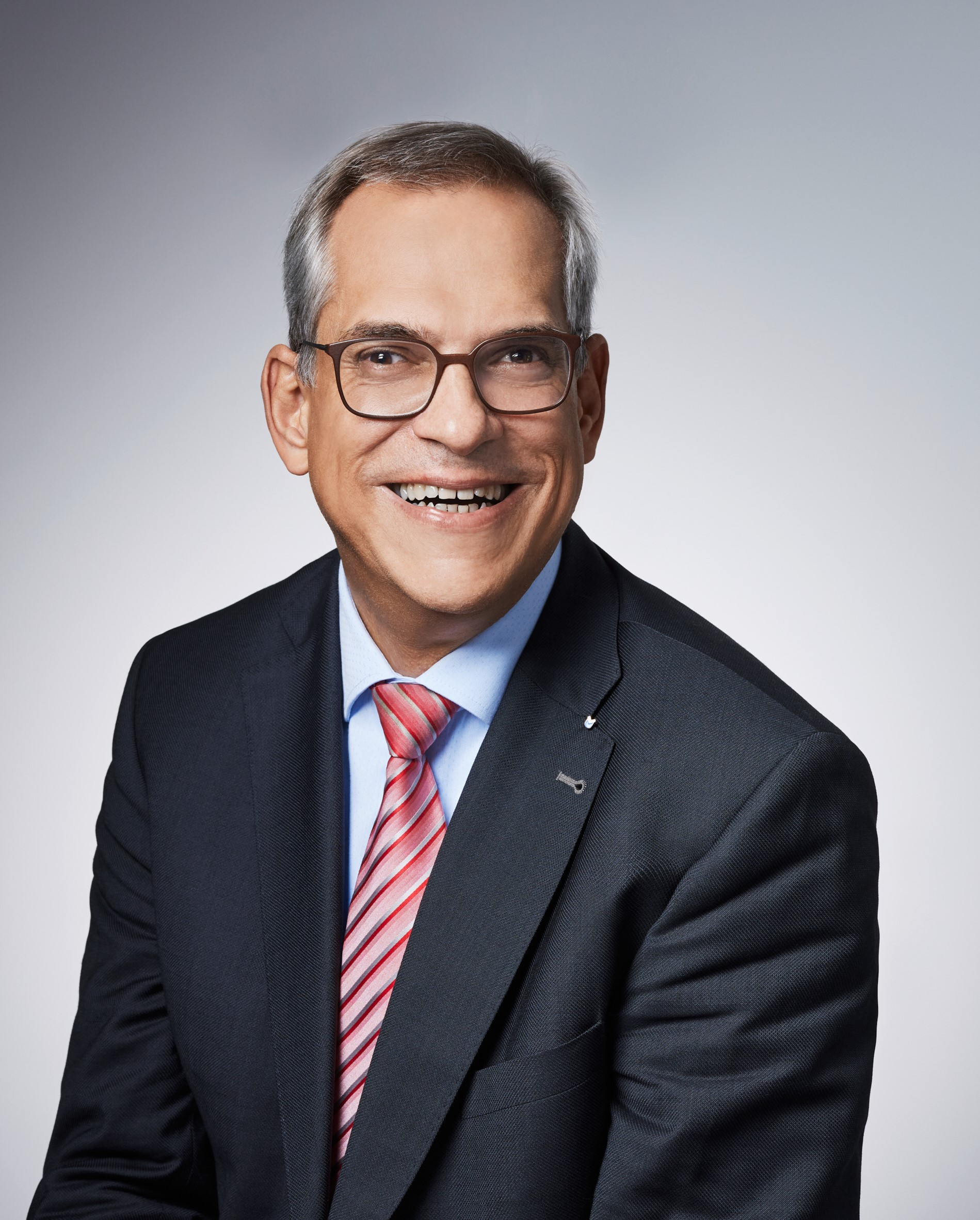
Denis Lehmkemper, 2023

Denis Lehmkemper (* 17. August 1972 in Hamm) ist ein deutscher Jurist. Er ist Landesbeauftragter für den Datenschutz (LfD) in Niedersachsen.

## Werdegang
Seit dem 15. September 2023 ist Denis Lehmkemper der Landesbeauftragte für den Datenschutz (LfD) in Niedersachsen. Er wurde am 3. Mai 2023 einstimmig vom Niedersächsischen Landtag gewählt und folgte in dem Amt auf Barbara Thiel.
Lehmkemper ist Volljurist und seit 2001 auf verschiedenen Positionen im Land Niedersachsen, teils an der Schnittstelle zwischen Politik und Verwaltung, tätig. Nach unterschiedlichen Verwendungen in der Bezirksregierung Braunschweig, dem Niedersächsischen Ministerium für Inneres und Sport, der Niedersächsischen Staatskanzlei und der CDU-Fraktion im Niedersächsischen Landtag leitete Lehmkemper zuletzt im Niedersächsischen Ministerium für Ernährung, Landwirtschaft und Verbraucherschutz die Abteilung Raumordnung, Landentwicklung, Förderung und davor das Personalreferat des Ministeriums.

## Sonstiges
Lehmkemper ist in Hamm in Westfalen geboren und aufgewachsen, absolvierte sein Jurastudium von 1992 bis 1997 an der Philipps-Universität zu Marburg (Lahn) und das anschließende Referendariat im Bereich des Landgerichts Darmstadt. Lehmkemper ist Mitglied der CDU. Er ist verheiratet, Vater von drei Kindern und lebt in Hannover.
Er ist römisch-katholisch und Mitglied des W. K. St. V. Unitas Franko-Saxonia zu Marburg im Unitas-Verband (UV).